# (12574) LONEOS
(12574) LONEOS (1999 RT) – planetoida z pasa głównego asteroid okrążająca Słońce w ciągu 4,42 lat w średniej odległości 2,69 j.a. Odkryta 4 września 1999 roku.